# Marcello Crivellini
Marcello Crivellini (Senigallia, 22 ottobre 1945) è un politico italiano.

## Carriera
Esponente del Partito Radicale, è eletto per la prima volta alla Camera in occasione delle elezioni politiche del 1979, subentrando a Sergio Stanzani, optante per il Senato. È confermato alle successive elezioni politiche del 1983, risultando il primo degli eletti nella circoscrizione Como-Sondrio-Varese.
Candidatosi senza successo alle europee del 1984, nel 2000 si ripresenta alle elezioni regionali marchigiane con il sostegno della Lista Emma Bonino, ottenendo il 2,4% dei voti e piazzandosi così al terzo posto dopo gli esponenti delle due principali coalizioni. Nuovamente candidato per le elezioni europee del 2004, non viene eletto.
È professore di Analisi e Organizzazione di Sistemi Sanitari nel corso di Ingegneria Biomedica, presso il Politecnico di Milano.